# Рід Фудзівара
Рід Фудзіва́ра (яп. 藤原氏 — фудзівара сі; 藤原 — рівнина гліциній) — аристократичний рід Японії. Веде свій початок від Накатомі но Каматарі (614-669), якому імператор Тендзі дарував прізвище Фудзівара. Першим відомим предком роду Накатомі, а відповідно Фудзівара був Ікацу, що служив при палаці дружини імператора Інґьо. Рід Накатомі традиційною виконував при імператорському дворі жрецькі (сінтоістські)
функції.
Рід Фудзівара став одним із найвпливовіших у періоди Асука і Нара. У епоху Хей'ан (794-1185) його представники фактично контролювали країну, монополізувавши посади регентів та радників (сесьо і кампаку) імператора.
Рід Фудзівара дав початок багатьом аристократичним родам таким як Коное, Кудзьо, Нідзьо, Ітідзьо та іншим, а також великій кількості самурайських родів. Попри спільність походження, усі ці роди як правило не вживали ім'я Фудзівара як прізвище, але використовували його лише у офіційних документах. Вважається, що близько третини сучасних японців є непрямими нащадками цього роду.[джерело?]

## Походження
Рід Фудзівара бере початок від Накатомі но Каматарі, якому імператор Тендзі за успішну організацію перевороту Тайка і знищення роду диктаторів Соґа (645) дарував прізвище "Фудзівара" (藤原, "рівнина гліциній") і титул "асон" (朝臣, "слуга династії"). Новий рід було прирівняно до імператорських нащадків, які не могли претендувати на трон, але мали високий соціальний статус. Це були роди Мінамото, Тайра і Татібана.

## ПеріодиАсукатаНара
Прізвище Фудзівара успадкував Фудзівара но Фухіто (659–720), другий син Накатомі но Каматарі, який відзначився редагуванням законодавства ріцурьо та тим, що віддав свою доньку Міяко у дружини імператорові Монму. Її син став наступним правителем країни — імператором Сьомму. Фухіто також вдалося одружити свого племінника-імператора на інших своїх доньках, остаточно закріпивши політичний союз між інститутом японських монархів і родом Фудзівара. Фухіто мав чотирьох синів, які дали початок так званим "чотирьом родам Фудзівара":
- Південні Фудзівара (藤原南家, 南家) — походить від старшого сина Фудзівари но Фухіто, Фудзівари но Такетімаро (680-737). Ім'я роду надане за місцезнаходженням хоромів Такетімаро у південній частині столиці;
- Північні Фудзівара (藤原北家, 北家) — походить від другого сина Фудзівари но Фухіто, Фудзівари но Фусасакі (681 - 737). Ім'я роду надане за місцезнаходженням хоромів Фусасакі у північній частині столиці;
- Церемоніальні Фудзівара (藤原式家, 式家) — походить від третього сина Фудзівари но Фухіто, Фудзівари но Умакай. Ім'я роду надане через зайняття Умакаєм посади голови міністерства церемоній;
- Столичні Фудзівара (藤原京家, 京家) — походить від четвертого сина Фудзівари но Фухіто, Фудзівари но Маро. Ім'я роду надане через зайняття Маро посади начальника Східної частини столиці.

Лідерство у роді серед цих чотирьох захопили "Північі Фудзівара", які стали владними монополістами Японії на подальші 300 років.

## Регенти і радники Фудзівара
| Регент                 | Роки Життя | Регент сессьо        | Радники кампаку                 |
| ---------------------- | ---------- | -------------------- | ------------------------------- |
| Фудзівара но Йошіфуса  | 804–872    | 866–872              | —                               |
| Фудзівара но Мотоцуне  | 836–891    | 876–884              | (887–890                        |
| Фудзівара но Тадахіра  | 880–949    | 930–941              | 941–949                         |
| Фудзівара но Санейорі  | 900–970    | 969–970              | 967–969                         |
| Фудзівара но Коретада  | 924–972    | 970–972              | —                               |
| Фудзівара но Канеміті  | 925–977    | —                    | 973–977                         |
| Фудзівара но Йорітада  | 924–989    | —                    | 977–986                         |
| Фудзівара но Канеіє    | 929–990    | 986–990              | 990                             |
| Фудзівара но Мітітака  | 953–995    | 990–993              | 993–995                         |
| Фудзівара но Мітікане  | 961–995    | —                    | 995                             |
| Фудзівара но Мітінаґа  | 966–1028   | 1016–1017            | —                               |
| Фудзівара но Йоріміті  | 990–1074   | 1017–1020            | 1020–1068                       |
| Фудзівара но Норіміті  | 997–1075   | —                    | 1068–1075                       |
| Фудзівара но Мородзане | 1042–1101  | 1087–1091            | 1075–1087, 1091–1094            |
| Фудзівара но Мороміті  | 1062–1099  | —                    | 1094–1099                       |
| Фудзівара но Тададзане | 1078–1162  | 1107–1114            | 1106–1107, 1114–1121            |
| Фудзівара но Тадаміті  | 1097–1164  | 1123–1129, 1142–1151 | 1121–1123, 1129–1142, 1151–1158 |
| Фудзівара но Мотодзане | 1143–1166  | 1165–1166            | 1158–1165                       |
| Фудзівара но Мотофуса  | 1144–1230  | 1166–1173            | 1173–1179                       |
| Фудзівара но Мороіє    | 1172–1238  | 1184                 | —                               |